# 颜师鲁
颜师鲁(1118年—1193年)，字几圣，福建漳州人。南宋政治人物。
绍兴年间(1131～1162年)，中进士。曾任国子丞、监察御史。淳熙十年(1183年)，由太府少卿改任国子祭酒。先后任礼部侍郎兼吏部、吏部尚书兼侍讲、以龙图阁直学士知泉州。
死后谥定肃。